# Tarquinia
Tarquinia, tên cũ Corneto và Tarquinii, là một thành phố cổ ở tỉnh Viterbo, Lazio, Ý.
Người ta cho rằng Tarquinii (Etruscan Tarchnal) đã là một thành phố thịnh vượng khi Demaratus of Corinth mang những người công nhân Hy Lạp đến. Đây là thủ phủ của 12 thành phố của Etruria và xuất hiện trong thời kỳ sớm nhất của lịch sử La Mã là quê hương của hai vị vua Tarquinius Priscus và Tarquinius Superbus. 

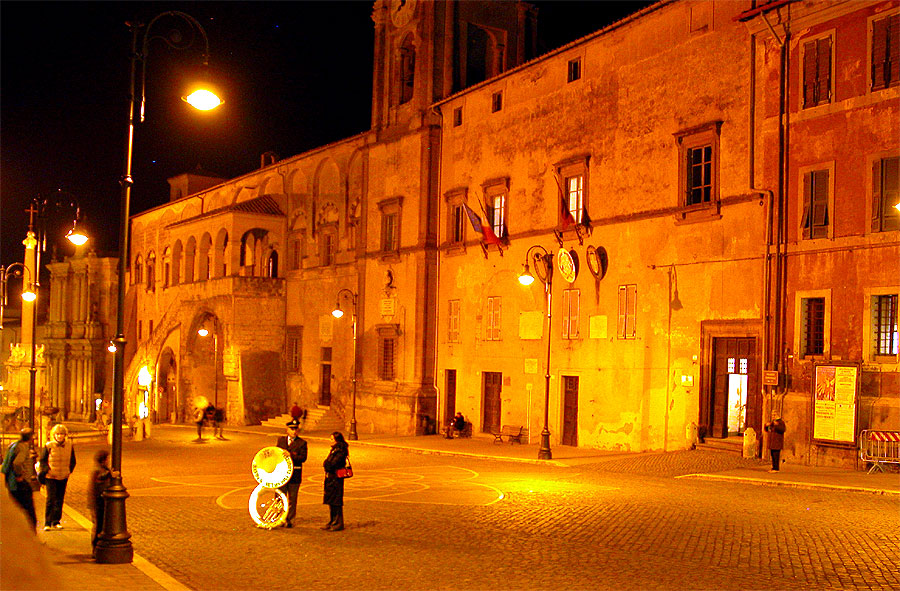
Cảnh đêm Tarquinia với Priori Palace.

## Kết nghĩa
- - Jaruco, Cuba
- - Rabat, Malta